# Heteragrion petiense
Heteragrion petiense là loài chuồn chuồn trong họ Megapodagrionidae. Loài này được Machado mô tả khoa học đầu tiên năm 1988.